# アルフ・アンデシェン
アルフ・アンデシェン（Alf Steen Andersen、1906年5月15日 - 1975年4月12日）はノルウェー、ブスケルー県ドランメン出身の元スキージャンプ選手。

## プロフィール
1928年のサンモリッツオリンピックで金メダルを獲得。1935年ノルディックスキー世界選手権では銅メダルを獲得した。
また1928年のホルメンコーレンスキー大会で48mのバッケンレコード（当時）を樹立している。